# Lick It Up (песня)
«Lick It Up» — песня группы Kiss с их студийного альбома 1983 года Lick It Up.
Песня достигла 66 места в США (в чарте Billboard Hot 100) и 34 места в Великобритании (в чарте UK Singles Chart).

## История релиза
Сайт Songfacts рассказывает:
Песня была издана в тот же день, что и альбом — 18 сентября 1983 года. Это был большой день для Kiss, поскольку в первый раз группа появилась без грима и костюмов. На обложке альбома они выглядели как нормальные (по рок-групповым стандартам) парни в стандартном [для рок-группы] составе. В тот день они также в рамках промоции [нового альбома] появились на публике (прим. перев.: точнее, на телевидении, в специальной программе на MTV, названной MTV Special: KISS Unmaking), привлёкши [к себе] большое внимание прессы, которое сильно подняло продажи альбома. Общее настроение [тех, кто их увидел без масок]: «Теперь мы знаем, зачем им нужен грим».

## История написания и записи
Песня была написана, как их называет Songfacts, «главным оплотом» группы Kiss, Полом Стэнли и Джином Симмонсом.
Вокал в песне исполняет Пол Стэнли. На гитаре на альбоме Lick It Up был Винни Винсент, заменивший в составе группы Эйса Фрейли.
Интересно, что Винсент (он покинул группу Kiss в 1984 году) потом подавал на группу в суд. Он утверждал, что не получил никаких процентов от продаж того, что написал и записал в составе Kiss. Он также рассказывал, что, когда был в группе, ему платили только лишь зарплату — 2000 долларов в неделю. Дело он в итоге проиграл.

## Сюжет песни
Как пишет Songfacts, эта «песня о жизни текущим моментом». Как это типично для Kiss, она полна сексуальных намёков и двусмысленностей. Поётся она от лица «парня, пытающегося убедить девушку, что настало время для плотских утех».